# Gabon az olimpiai játékokon
Gabon 1972-ben vett részt első alkalommal az olimpiai játékokon, majd két távolmaradást követően 1984 azóta minden nyári sportünnepen szerepelt, de még nem képviseltette magát a téli olimpiai játékokon.
Gabon első érmét 2012-ben szerezte taekwondóban.
A Gaboni Olimpiai Bizottság 1965-ben alakult meg, a NOB 1968-ban vette fel tagjai közé.

## Éremtáblázatok

### Érmek a nyári olimpiai játékokon
| Olimpia              | Arany          | Ezüst          | Bronz          | Összesen       |
| 1972, München        | 0              | 0              | 0              | 0              |
| 1976, Montréal       | nem vett részt | nem vett részt | nem vett részt | nem vett részt |
| 1980, Moszkva        | nem vett részt | nem vett részt | nem vett részt | nem vett részt |
| 1984, Los Angeles    | 0              | 0              | 0              | 0              |
| 1988, Szöul          | 0              | 0              | 0              | 0              |
| 1992, Barcelona      | 0              | 0              | 0              | 0              |
| 1996, Atlanta        | 0              | 0              | 0              | 0              |
| 2000, Sydney         | 0              | 0              | 0              | 0              |
| 2004, Athén          | 0              | 0              | 0              | 0              |
| 2008, Peking         | 0              | 0              | 0              | 0              |
| 2012, London         | 0              | 1              | 0              | 1              |
| 2016, Rio de Janeiro | 0              | 0              | 0              | 0              |
| 2020, Tokió          | 0              | 0              | 0              | 0              |
| 2024, Párizs         | 0              | 0              | 0              | 0              |
| Összesen             | 0              | 1              | 0              | 1              |

## Érmek sportáganként

### Érmek a nyári olimpiai játékokon sportáganként
| Gabon érmei a nyári olimpiai játékokon sportáganként | Gabon érmei a nyári olimpiai játékokon sportáganként | Gabon érmei a nyári olimpiai játékokon sportáganként | Gabon érmei a nyári olimpiai játékokon sportáganként | Az olimpiai zászlaja |

| Sportág   | Arany | Ezüst | Bronz | Összesen |
| --------- | ----- | ----- | ----- | -------- |
| Taekwondo | 0     | 1     | 0     | 1        |
| Összesen  | 0     | 1     | 0     | 1        |